# Састамала
Са́стамала (фин. Sastamala) — город в Финляндии в провинции Пирканмаа.
Образован 1 января 2009 года в результате объединения города Ваммала и сельских общин Ээтся (фин. Äetsä) и Моухиярви (фин. Mouhijärvi). Общая площадь всего муниципалитета — 1 387,69 км², из которых 96,16 км² — водоёмы.
Састамала граничит с общинами (муниципалитетами) Хуйттинен, Хямеэнкюрё, Икаалинен, Канкаанпяа, Киикойнен, Кокемяки Лавиа, Нокиа, Пункалайдун, Уръяла и Весилахти.
Ближайший крупный город — Тампере. Расстояние между городами составляет 49 км.

## Население
В конце 2010 года в городе проживало 24 536 жителей.